# Brandenburg történelme

A Brandenburg címerében látható sas már 1170 óta a terület szimbóluma

Brandenburg töredezett történelme több, mint ezer évre nyúlik vissza. A germán népek korai bevándorlását a népvándorlás korában szláv népek betelepülése követte (6–7. század), akik az ekkorra elnéptelenedett területeket vették birtokukba. A szláv betelepüléseket két alkalommal is meghódították a németek. Az első alkalommal, 928-ban a német hódítás nem tudott tartósan gyökeret verni, azonban a második, 1157-es keleti kolonizáció, melynek során I. "Medve" Albert bevette Brandenburg várát, a Brandenburgi Őrgrófság születését jelentette.
Az őrgrófság 1356-ban választófejedelemség lett, majd a Porosz Hercegséggel való perszonál-, később reálunió következtében a Brandenburgi Választófejedelemség a porosz területek központját alkotta.
1815-ben Brandenburg tartománnyá vált, majd a porosz állam 1947-es megszűnése után újraszervezték. 1952-ben azonban ismét feloszlatták, és területén megszerveződtek a Potsdami, Frankfurt an der Oder kerület, és Cottbus kerületek. (lásd: a Német Demokratikus Köztársaság közigazgatása)
A német újraegyesülés után (1990. október 3.) Brandenburgot, mint a Német Szövetségi Köztársaság szövetségi tartományát szervezték újjá.

## Korai történelem

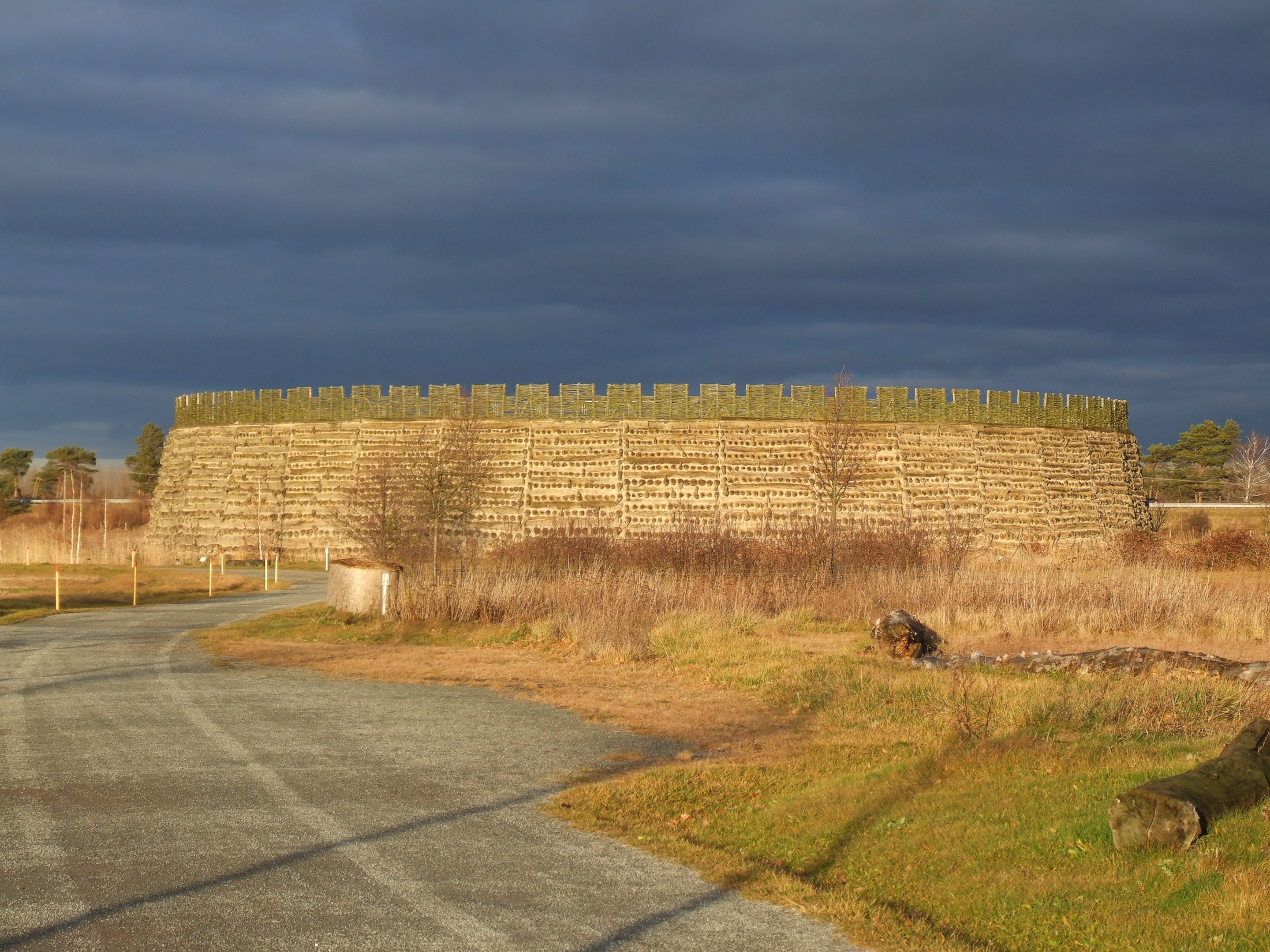
Szláv körvár a 9–10. századból Alsó-Lausitz vidékén

Talajvizsgálati eredmények azt mutatják, hogy a mai Brandenburg területe már a kőkorszak óta lakott. A népvándorlások korában az első letelepedők, a szvébek a Rajna felső folyásának (Svábföld) irányába hagyták el a területet, azt a 6. és 7. században érkező szláv törzseknek átadva. Brandenburg területén így számos nép keveredett, ezek legnagyobb népcsoportját pedig a szlávok adták.
A területet lakó szláv törzsek gyakran háborúztak egymással, vagy külső szláv törzsekkel. Halász-vadász életmódot folytattak, esetenként gyümölcstermesztéssel kiegészítve. A lakosságszám mégis alacsony maradt, ezzel a terület ritkán lakott volt. A szlávok és germánok együttélését ebben az időszakban inkább a békesség jellemezte. Általában véve alacsony fokon maradt a terület kulturális önmeghatározása, és sokkal inkább átvonulási területnek számított, melyen csupán egy jelentős út vonult végig, mely Berlint és Magdeburgot kötötte össze. Ez a viszonylagosan békés időszak 928-ban véget ért

## Brandenburg történelme

### Az első keleti kolonizáció és a határgrófság megalapítása (928–1157)

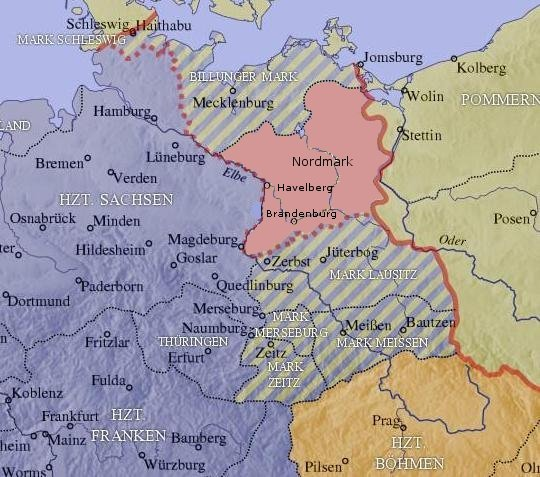
A „Nordmark” a 972 és 1032 közötti időszakban

A német keleti terjeszkedés első időszakában, a 929-es évben I. Henrik király seregei benyomultak a későbbi brandenburgi területekre és leigázták az itt élő szlávokat.
I. Ottó császársága idején, 936-ban szervezték meg az első határgrófságokat, melyek német határőrvidékek voltak a szlávok lakta területek mentén. Az Elba és Odera közötti területen két őrgrófságot szerveztek meg. Északon terült el a Billung Őrgrófság (Mark der Billunger), mely az Elba alsó folyásától a Peene folyóig nyúlt és Hermann Billung állt élén. Délen terült el a Szász Keleti Őrgrófság (Sächsische Ostmark), mely az Elba középső folyásától a Saale folyóig nyúlt és I. Gero uralma alá tartozott. Utóbbi terület hamarosan bővült az Oderáig nyúló területekkel.
A Brandenburgi Püspökség és a Havelbergi Püspökség megalakulásuk után a Magdeburgi ársekség uralma alá tartoztak, mely célul tűzte ki az Elba és Odera között élő szláv népek kereszténységre térítését. I. Gero őrgróf halála után, 965-ben vált el egymástól a Nordmark, azaz az Északi Őrgrófság, valamint Szász Keleti Őrgrófság.
A 983-as szláv felkelés során számos, a területen élő szláv törzs szövetkezett egymással, és sikeresen verték vissza a német telepeseket. A felkelés a havelbergi püspöki szék elfoglalásával kezdődött 983. június 29-én, melynek során Dudo püspököt megölték a felkelők. Ezután került sor a brandenburgi és altmarki várak püspöki székeinek elpusztítására. Giselher püspök vezetése alatt a német csapatoknak csupán annyit sikerült elérniük, hogy a szláv felkelőket távol tartsák az Elbától nyugatra eső területekről.
Ezzel lezáródott az első német terjeszkedési hullám. A 11. században azonban szétesett a szláv szövetség (Lutizenbund). A szlávok belső töredezettsége a továbbiakban is gátolta őket az egységes fellépésben.
A brandenburgi vár ura 1127-ben a szláv hevell törzsbéli Pribiszláv lett. Az uralkodó felismerte, hogy népét felemésztik a belső harcok. Mivel Pribiszláv jó kapcsolatokat ápolt a német nemességgel, és a császártól egy alattvaló-királyi koronát kapott, sikerült uradalmait a birodalomba olvasztani. Ezzel annak új keleti határai a hevellek és sprévánok (Sprewanen) területei között futottak, a Havel és Nuthe folyók mentén. A keleti oldalon, Köpenickben uralkodott a sprévánok fejedelme, Köpenicki Jaxa (Jaxa de Copnic).

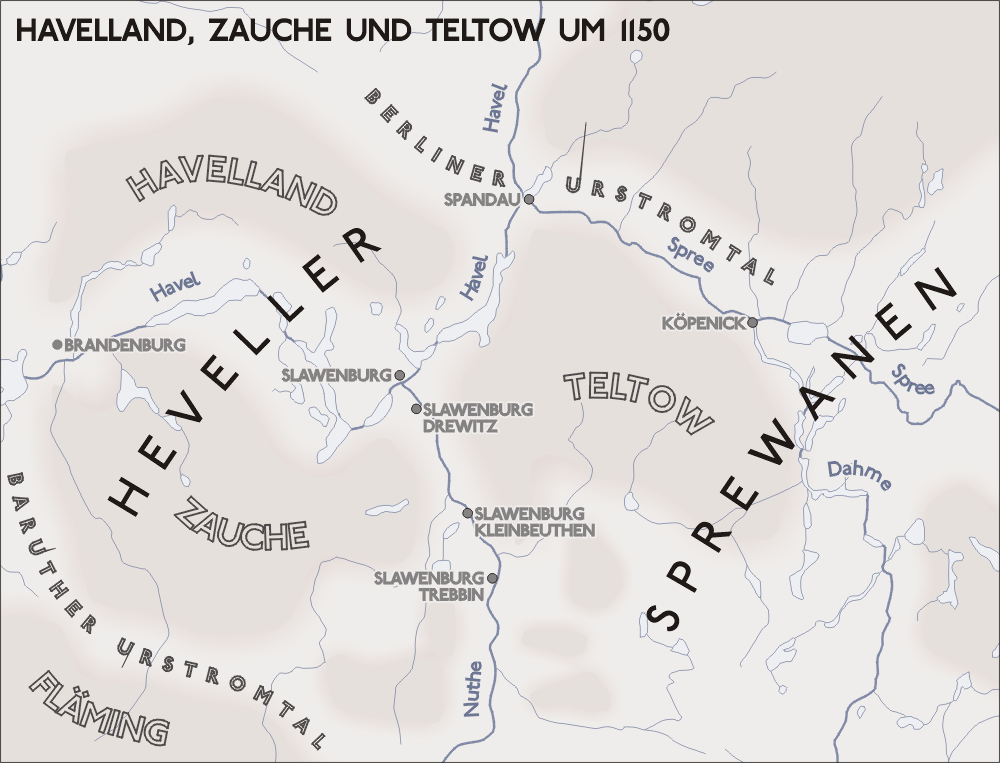
A nagy szláv törzsek letelepedési területe a Nordmarkban 1150 körül

A keleti terjeszkedés második időszakában "Medve" Albert jelentős előrelépéseket tett, melynek során ügyes diplomataként mutatkozott be. Albert 1123 óta jó viszonyt épített ki a kereszténységre áttért hevell vezérrel, Pribiszláv-Henrikkel. 1134-ben III. Konrád német császár Albertet a Nordmark terület őrgrófjává nevezte ki, aki 1150-ben megörökölte a gyermektelen Pribiszláv birtokait. Ezzel Albert vér nélkül elfoglalhatta Brandenburg várát.
Köpenicki Jaxa azonban Pribiszláv-Henrik rokonaként szintén igényt tartott annak uradalmaira. 1157-ben sikerült is bevennie a brandenburgi várat és a hevellek területeit birodalmához csatolnia.

### A Brandenburgi Őrgrófság (1157–1815) (1356–1805 között Választófejedelemség)

#### A Brandenburgi Őrgrófság (1157–1618)

##### Az őrgrófság alapítása és az Askani-ház uralma (1157–1320)

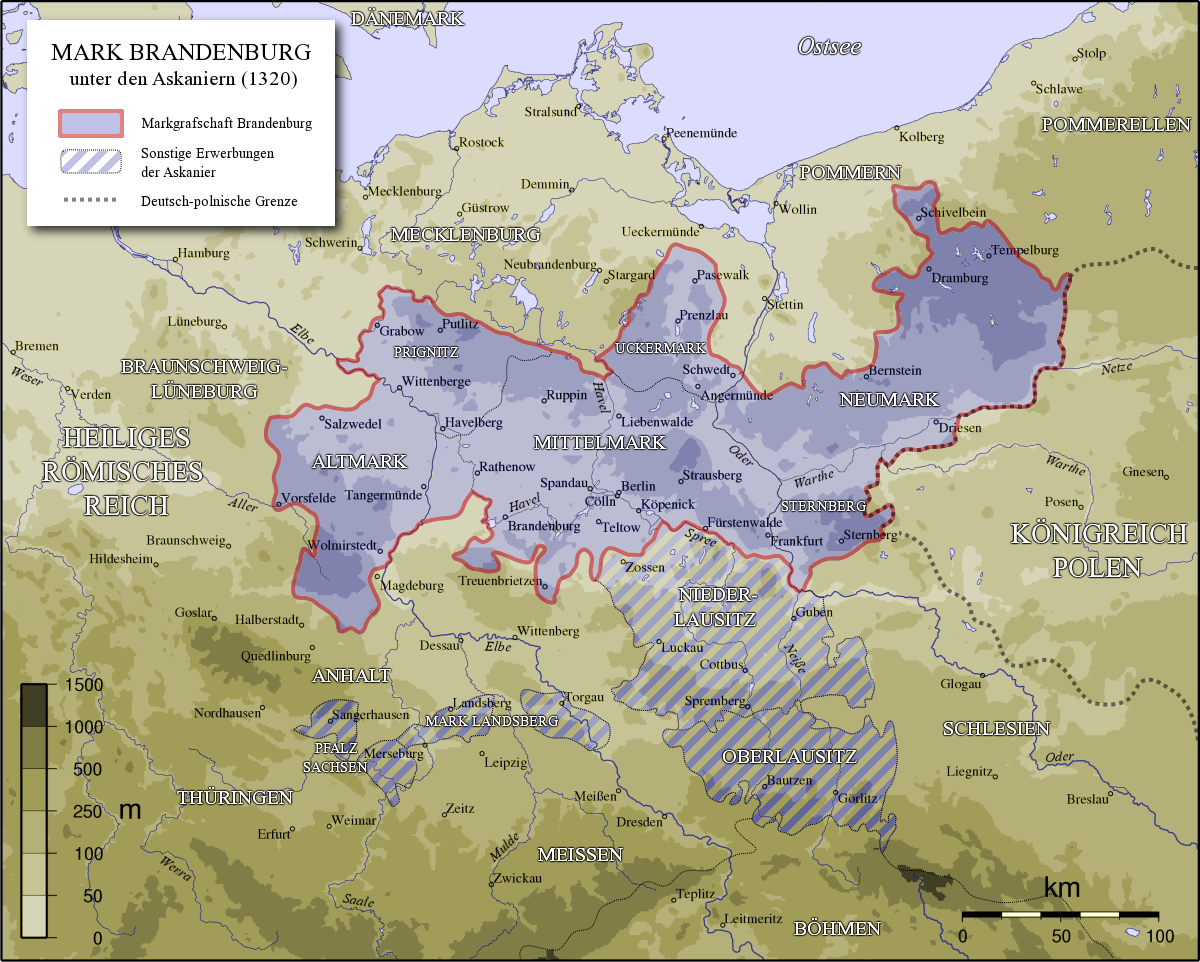
A Brandenburgi Őrgrófság az Askani-ház alatt, 1320 körül

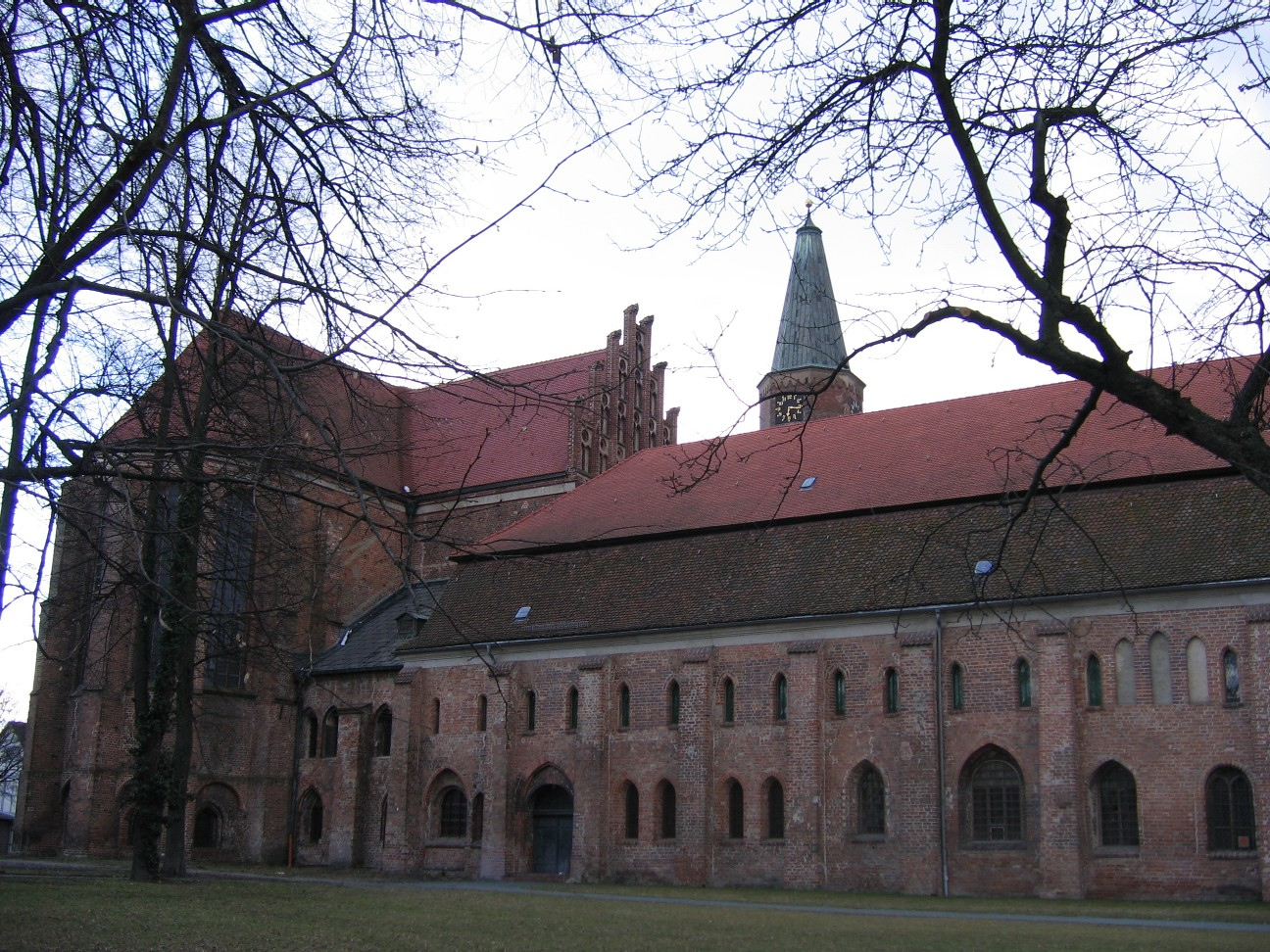
"A grófság bölcsője" - a brandenburgi Szent Péter és Szent Pál Dóm. Alapítva 1165 októberében.

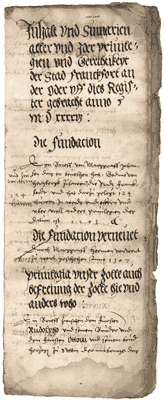
I. János levele, melyben városi rangra emeli Frankfurt an der Oder (Vrankenvorde) városát

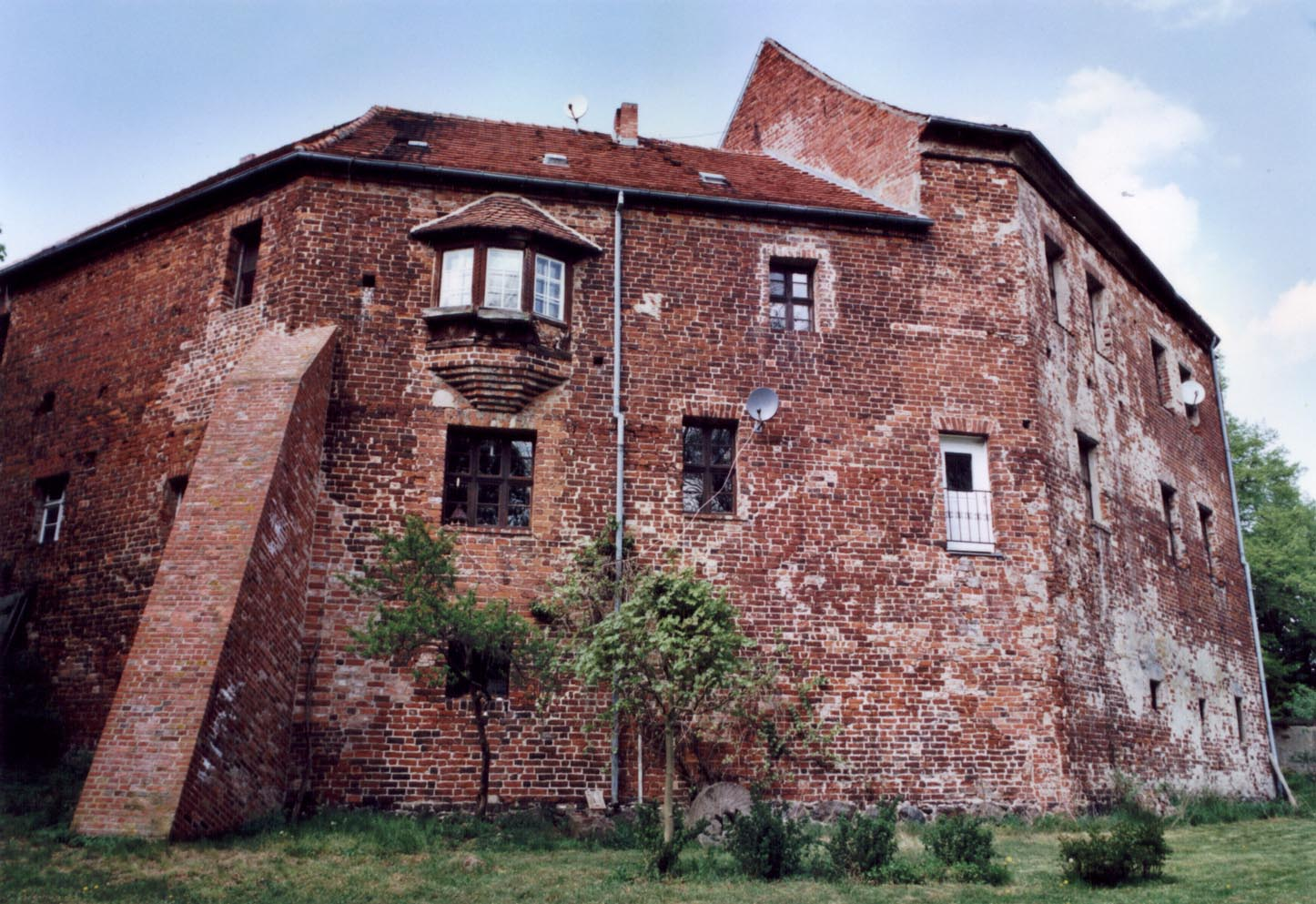
A goldbecki vár déli oldala, melyet 1300 és 1325 között építettek vízivárként. Az elkövetkező, uralkodó nélküli időszakban rablólovagok tanyájaként szolgált.

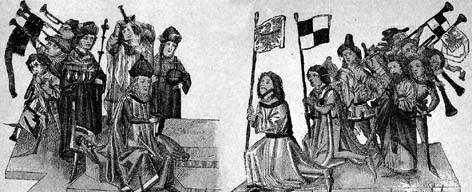
Zsigmond császár Frigyesnek adományozza Brandenburgot az 1415. április 30-i birodalmi gyűlésen

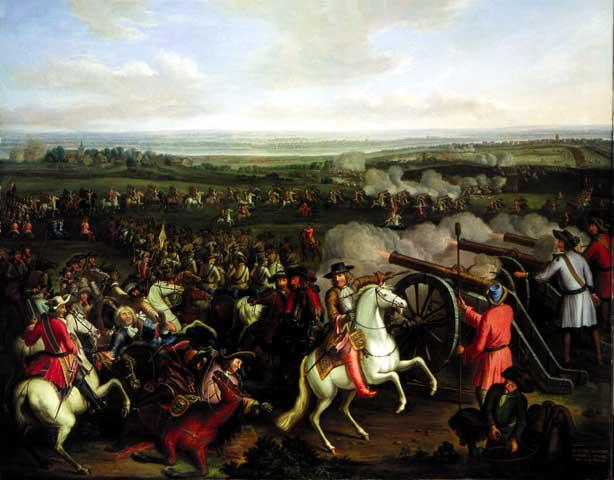
A „nagy választófejedelem” a fehrbellini csatában, 1675.
Ezzel a győzelemmel a svédek felett Brandenburg Európa-szerte elismerést vívott ki magának. (Svédország ebben az időben katonai nagyhatalom volt).

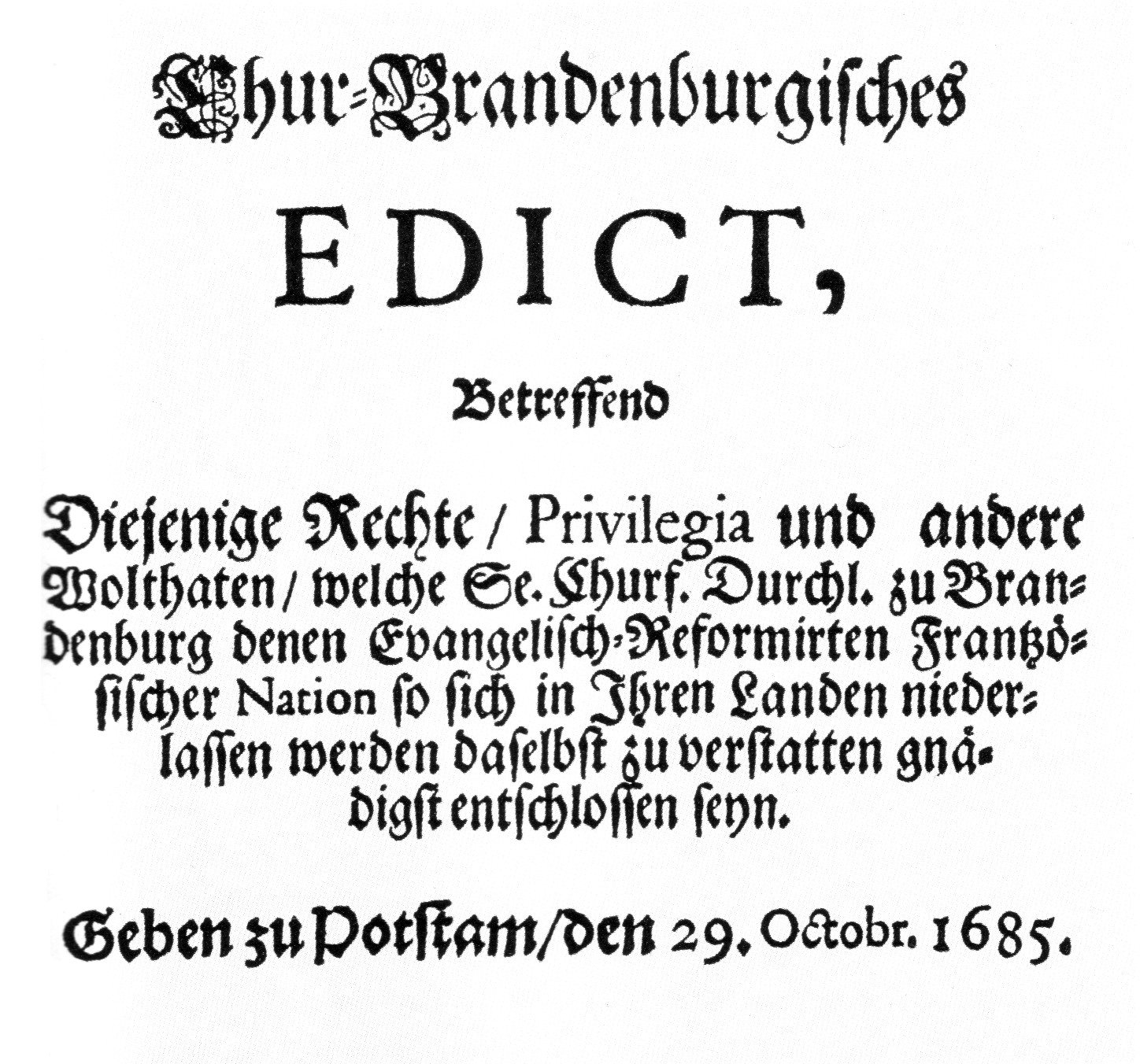
A Potsdami ediktum 1685-ben
, mely a brandenburgi tolerancia és vallásszabadság szimbóluma volt

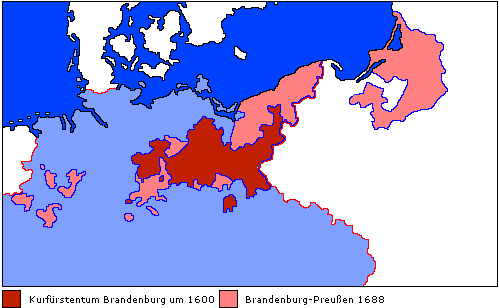
A Brandenburgi választófejedelemség 1600 körül (pirossal jelölve), valamint új szerzemények 1688-ig (rózsaszínnel jelölve)

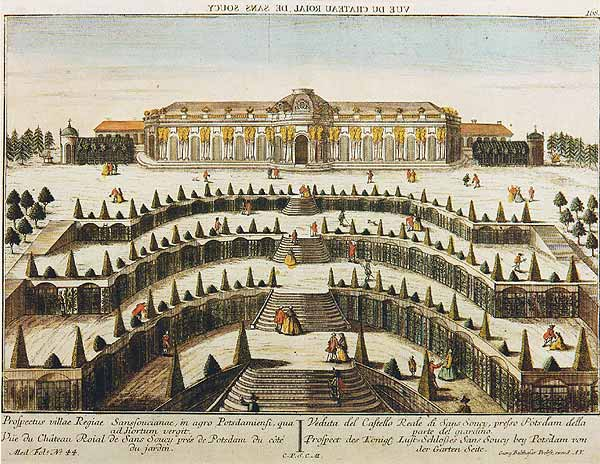
A Sanssouci kastély röviddel megépülése, 1747 után. A kastély Nagy Frigyes nyári rezidenciája volt és egyike Brandenburg legismertebb kastélyainak.

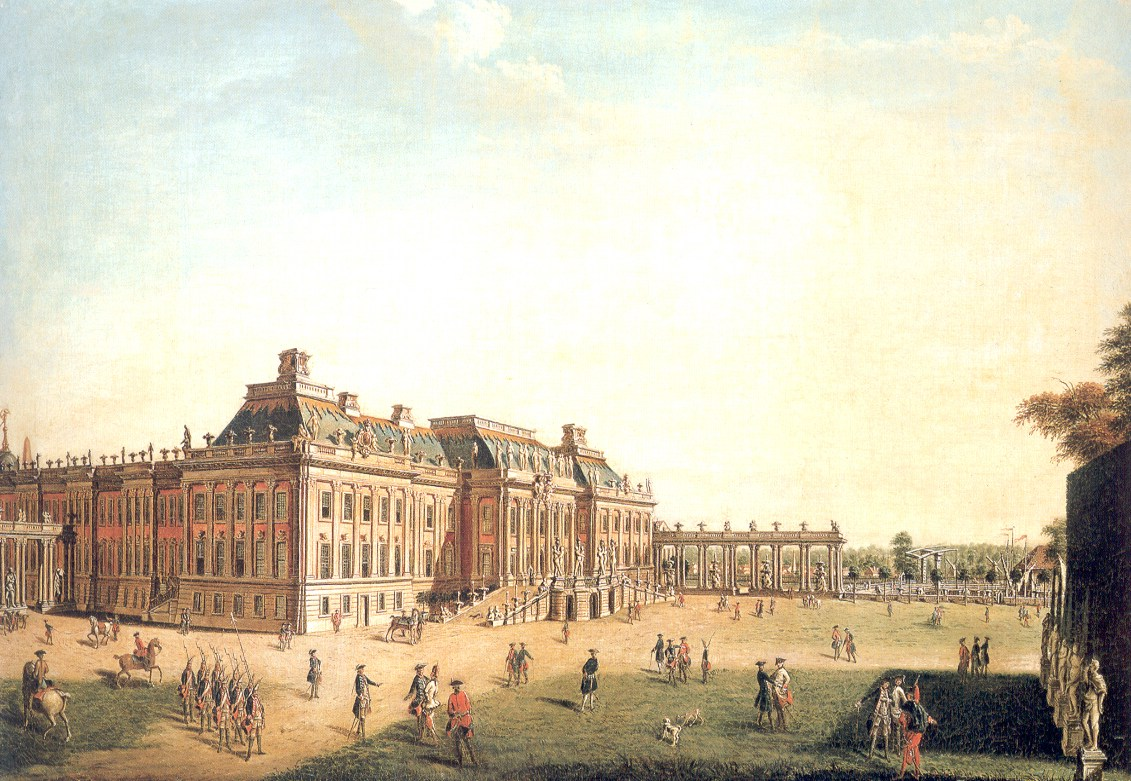
A potsdami városi kastély 1773 körül. A brandenburgi választók és porosz királyok fontos tartózkodási rezidenciája.

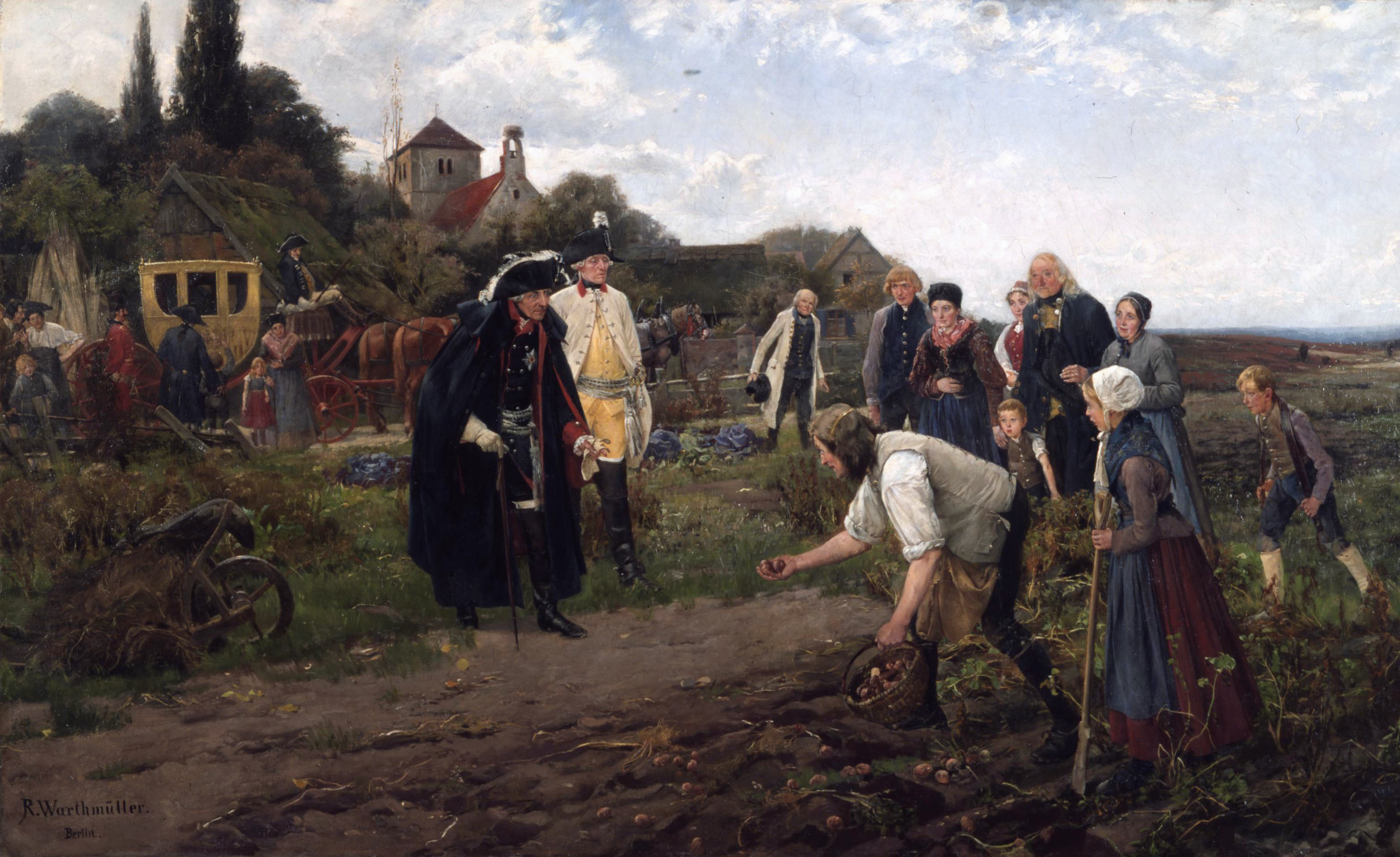
II. Frigyes király egyik körútján, melynek során a burgonyaföldek kiépítését tekinti meg.

1157. június 11-én Albert véres harcok során végleg visszahódította Brandenburg várát és elűzte Köpenicki Jaxát. Albert megszilárdította hatalmát az új területek felett. 1157. október 3-tól felvette a "Brandenburg őrgrófja" (Adelbertus Dei gratia marchio in Brandenborch) címet. Ezzel a lépéssel Brandenburg az Altmark, Prignitz, valamint Havelland vidékeinek központjává vált.
Brandenburg akkori kiterjedése nem felelt meg a mai tartományi területnek. Csupán a havellandi és zauchei vidékek tartoztak hozzá. Az Askani-háznak csupán a következő 150 év során sikerül a tartományt az Odera folyásáig kiterjeszteni. Az ezt követő időszakban Albert és utódai képzett kézműveseket és földműveseket hívtak a grófság területére, akik elsősorban az altmarki területekről, a Harz hegység előtti vidékekről, Flandriából, valamint a Rajna-vidékről érkeztek. Az új jövevények számos új technológiát vezettek be, többek között a háromnyomásos gazdálkodást, a vaseke használatát, valamint a kőházak építését. Fontos szerepet játszottak a telepítések során a hollandok, akik gátépítési tudományukkal további területeket tettek lakhatóvá az Elba és Havel folyók mentén. E folyók menti gátak építése már az 1160-as évek során megkezdődött. A hollandok szolgálataikért előjogokban részesültek, például egy meghatározott ideig nem kellett adót fizetniük, nem kellett katonai szolgálatot teljesíteniük, és telepeik önkormányzati jogokat kaptak.
Az új tartományba meghívott nemesség a velük érkező seregekkel védelmi feladatokat kapott. Az Askaniak uralma alatt Brandenburgban számos új települést, köztük várakat építettek. Városi jogot kapott ebben az időszakban Angermünde, Eberswalde, Frankfurt an der Oder, Perleberg, Prenzlau, Spandau, valamint Berlin. A mezőgazdaság hatékonysága is emelkedett, a kultúra virágzásnak indult. A tartomány 1170 körül mindennek ellenére az Elbától nyugatra eső területek színvonala mögött kullogott. A szlávok és németek helyzete nem volt egyenlő. A terület vend lakosai kezdetben nem rendelkeztek azonos jogokkal, mint a tartomány többi lakosa, azonban megtűrték őket, és lassan megkezdődött beolvadásuk a német többségbe. Az időszakban a szellemi élet központja a Brandenburgi Püspökség, a Havelbergi Püspökség, a Lebusi Püspökség, a Lehnini Apátság, a Chlorini Apátság, valamint a Zinnai Apátság voltak.
Albertet 1170-ben fia, I. Ottó követte a trónon. Az Askani-ház az új király ideje alatt is erőteljes keleti és északkeleti terjeszkedési politikát folytatott azzal a céllal, hogy kijussanak a Keleti-tengerhez, az Odera folyó torkolatához. Ez a kor egyik legjelentősebb kereskedelmi központja volt (lásd: Hanza-kereskedelem). Ez a politika azonban Brandenburgot szembe állította szomszédaival, többek között Dániával. A bornhövedi csata (1227) után Brandenburg azonban biztosította hatalmi igényeit Pomeránia felett. Ezt a felségjogot 1231-ben II. Frigyes császár is megerősítette, és 1250-ben a Brandenburgi Őrgrófság területét megtoldotta az uckermarki vidékkel is.
A 14. évszázad hajnalán Brandenburg területe magában foglalta a Neurmarkot, az Oderától és Warta folyótól keletre, északon egészen Stettin városáig, délen mélyen Lausitz vidékébe nyúlva.
1320-ban II. „Gyermek” Henrikkel kihalt az Askani-ház.

##### Uralkodó nélküli évek (1323–1415)
Az Askaniak kihalása után Brandenburg puszta léte került veszélybe. A tartományra számos uralkodóház igényt tartott, az évtizedek alatt megszerzett területeket a korábbi tulajdonosaik visszaragadták magukhoz. Mecklenburg és Pomeránia visszaszerezte Prignitz egyes részeit, valamint az Uckermarkot. A lengyelek benyomultak Neumark területére.
A bizonytalan éveknek a német király döntése vetett véget. IV. Lajos császár a Habsburgok feletti győzelem jutalmaként 1323-ban ifjabb fiának, a nyolcéves bajor I. Lajosnak adományozta a Brandenburgi Őrgrófságot. Ezzel a brandenburgi uradalmak a Wittelsbach-házra szálltak.
Ez a lépés azonban csupán a család hatalmát növelte. Bajorország és Brandenburg között valójában nem jött létre kapcsolat. Az északi birtokaiktól távoli Bajorországból kormányozva az uralkodókat kevéssé érdekelte a grófság fejlődése, melyet csupán egy mellékes birtoknak tartottak, mely pénzügyi előnyöket nyújt számukra. Az uralkodók ilyetén hozzáállásával Brandenburgban káosz lett úrrá. A nemesség és papság korlátlan hatalmat gyakorolt a népesség felett. A berlini és cöllni polgárok kétségbeesésükben megtámadták és halálra ütlegelték Bernaui Miklós prépostot, mire a pápa interdiktumot adott ki Berlin ellen. I. Lajos király uralmát a nemesség elutasította, és 1345-ben a városok és lovagi körök szövetségbe léptek Berlinben a bajor őrgrófok ellen.
A felkelést a Wittelsbachok birodalmon belüli gyenge pozíciója váltotta ki. 1346-ban még ellenkirályt is állítottak IV. Lajos császár ellen. A Lajost követő IV. Luxemburgi Károly uralma alatt a grófságban megjelent egy csaló, aki az utolsó előtti őrgrófnak, Valdemárnak adta ki magát. Elmondása szerint Valdemár temetését csak megjátszották. Az "ál-Valdemár" számos követőt talált magának a nép körében. Sikereit jól mutatja, hogy IV. Károly 1348. október 2-án neki adományozta a Brandenburgi Őrgrófságot. Ennek eredményeként a legtöbb város elfordult a bajor Wittelsbach I. (V.) Lajostól, azonban 1350-ben fény derült a csalásra. A tartomány azonban olyan károkat szenvedett tőle, hogy a bajor uralkodó 1351-ben a luckaui szerződésben felosztotta azt féltestvérei, II. (VI.) Lajos és V. Ottó között, ő maga pedig visszavonult Felső-Bajorországba.
A brandenburgi őrgrófok már a 13. században a birodalom hét választófejedelme közé tartoztak. Az ő jogkörükben állt a német király megválasztása. Ezt a választójogot szabályozta az 1356-os Német Aranybulla. Ennek megfelelően II. Lajos lett az első brandenburgi választófejedelem. A területet innentől kezdve hivatalosan Brandenburgi Választófejedelemségnek nevezték, mely az Altmarkot, a Mittelmarkot, és a Neumarkot foglalta magába. Ezzel nőtt Brandenburg befolyása a birodalmon belül is. A belső problémákat azonban ez a hatalmi pozíció sem volt képes rendezni.
II. Lajos választófejedelem 1365-ös halálával V. Ottó került a trónra, aki azonban elhanyagolta hatalmi teendőit. 1367-ben eladta Alsó-Lausitzot a császárnak, IV. Károlynak. Egy évvel később Wałcz városát is elvesztette, melyet a III. Kázmér által vezetett lengyelek szereztek meg.
Ebben az időben azonban IV. Károly császár szemét Brandenburgra vetette, és megpróbálta megszerezni azt saját családja számára. A császár számára elsősorban a választójog volt érdekes; Csehországban, egy másik választójoggal rendelkező országrészben, a Luxemburgiak hatalomra jutása után a szavazat már biztosítva volt. 1373-ban végül sikerült a császárnak 500 000 guldenért megvásárolnia a tartományt, melyet Alsó-Lausitzcel együtt a Gubeni birodalmi gyűlésen "örök időkig" a Luxemburgiak uradalmaihoz kötöttek. Ezzel véget ért a Wittelsbachok uralma Brandenburgban és az a Luxemburgi családra szállt. Károly császár Tangermünde városában építtette ki a Luxemburgi család uradalmi központját.
A császár halála után e tartományt Zsigmond fia, a későbbi magyar király örökölte, aki 1388-ban elzálogosította azt unokatestvérének Jobst vagy más néven Jodok morva őrgrófnak azzal a kitétellel, hogy ha öt éven belül nem váltja vissza, akkor véglegesen Jodokra száll. Jobst (1388–1411) uralma alatt még kevesebbet törődött az országgal, mint Wittelsbach elődei. Ez a hozzáállás azt eredményezte, hogy a helyi nemesség hatalma tovább nőtt, gyakorlatilag ők váltak a választófejedelemség igazi uraivá. A helyzetet súlyosbították az országot keresztül-kasul járó szabadcsapatok és rablóbandák fosztogatásai. A lakosság súlyos szenvedéseken esett keresztül ebben az időszakban.
Ezek a polgárháborúhoz hasonló állapotok az országot a szétesés szélére sodorták. A városok képviselői a helyzet kezelésére 1410-ben útra keltek Budára, ahol Zsigmond király fogadta őket udvarában. A király VI. Frigyes nürnbergi palotagrófot küldte Brandenburgba a helyzet megoldásának megbízásával.

##### A Hohenzollernek uralma (1415–1618)
1411-ben, Jodok halála után Zsigmond, aki addigra német király lett, VI. Frigyes nürnbergi palotagrófot nevezte ki Brandenburg kormányzójává és vezetőjévé, aki a Hohenzollern-család tagja volt. Frigyes vaskézzel küzdött a rebellis nemesség, különösen a Quitow és a Gans zu Putlitz családok ellen. Törekvései sikerrel is jártak és képes volt helyreállítani a rendet a tartományban. Négy évvel később, az 1415. április 30-án ülésező konstanzi birodalmi gyűlésen Zsigmond VI. Frigyesnek adományozta Brandenburgot, aki I. Frigyes néven lett a terület ura.
A Hohenzollern család új öröksége azonban sok problémával járt. A kereskedelem és közlekedés működésképtelen volt, a gazdasági helyzet rendkívül súlyos. Frigyes Berlint jelölte ki rezidenciául, azonban miután az uradalmat 1437-ben átadta fiának, II. Frigyesnek, ő maga visszatért frankföldi birtokaira. A Hohenzollernek uralma alatt Brandenburg helyzete stabilizálódott. A választófejedelmek egyre jobban kiépítették a közigazgatást. A korábbi területi veszteségeket sikerült majdnem teljes egészében visszaszerezni. Az primogenitúrán alapuló öröklési rendszer bevezetésével az uralkodó meggátolta a fejedelemség felosztását. A belső helyzet territoriális stabilitásának biztosítása garantálta az elkövetkező időszakban Brandenburg-Poroszország felemelkedését nagyhatalommá.
Berlin-Cölln kettős város 1486-ban, Ciceró János fejedelem uralkodása alatt lett a Hohenzollern-házi uralkodók hivatalos rezidenciájává. Ezzel alapozódtak meg a későbbi fővárosi funkciók, valamint a lépés megerősítette az egyébként délnémet Hohenzollern-ház és a Brandenburgi választófejedelemség közötti viszonyt. I. Joachim fejedelem 1506-ban alapította meg Frankfurt an der Oder városában a Viadrina Egyetemet azzal a céllal, hogy az egyház, az igazságügy és az államigazgatás számára szakembereket képezzenek. Joachim ezen kívül erősítette az államhatalmat és különleges jogokat adományozott a rendeknek. A városok önkormányzati jogköreit visszaszorította, ill. működésüket szigorította.
1539-ben Joachim utódja, II. Joachim csatlakozott a reformációhoz. Az ezzel kapcsolatosan végbemenő egyházi földek szekularizációjának legnagyobb nyertese maga a fejedelem lett. Ez a lépés előnyöket biztosított az uralkodónak a rendekkel való nézeteltérések során, és erősödött a választófejedelmi függetlenség is. A folyamat azonban csak lassan ment végbe, és egészen a 17. századig tartott. Mindaddig a választófejedelem központi hatalma a városi és nemesi jogkörök által korlátozva maradt. Ebben az időszakban még nem létezett egy a fejedelemnek alárendelt, regionális közigazgatási rendszer, ezért Brandenburg 1550 körül városi vidékekre esett szét. Ezek a vidékek nemesi és fejedelmi birtokok voltak, melyeket a helyi elöljáró, az ún. „Vogt” [ejtsd: fo:gt], azaz védnök vezetett.
Külpolitikájában Brandenburg Svédországgal és Dániával is összetűzésbe került északon. Lengyelországgal szemben a porosz pozíciók miatt óvatosnak kellett lenniük, míg nyugaton rendszeresek voltak az összetűzések Franciaországgal. Ezen ellenséges környezet ellenére sikerült János Zsigmond választófejedelemnek 1614-ben, a xanteni szerződésben biztosítania Brandenburg számára a Klevei Hercegséget, Mindent, Mark Grófságot, és Ravensbergi Grófságot.

#### Perszonálunió a Porosz Hercegséggel (1618–1701)
A brandenburgi választófejedelmek hatalmukat 1605 után már Poroszország felett is gyakorolták. Az utolsó porosz herceg, Albert Frigyes halála után, aki gyermektelen volt, 1618-ban János Zsigmond választófejedelem örökölte a Porosz Hercegség trónját. Ezzel Poroszország és Brandenburg perszonálunióvá vált. Az új államalakulat neve Brandenburg-Poroszország lett, és élén brandenburgi választófejedelem állt, akinek a 17. század második felében sikerült hatékonyan összekapcsolnia a területeket.
1618 körül Brandenburg nem volt gazdag ország. 1619-ben az állami adósságok mértéke 2 142 000 birodalmi tallérra rúgott. A terület teljes mértékben a földművelésre volt utalva. A fontosabb javakat szinte kivétel nélkül importálni kellett. A harmincéves háború alatt (1618-1648) Brandenburg különösen sokat szenvedett. Egyes vidékeken a népesség fogyása mintegy 90%-ot ért el. 1648-ra, a háború végére a kb. 8000 falunak csak körülbelül a fele volt lakott. A gazdaság romokban hevert. A birkatenyésztés és az ahhoz kapcsolódó gyapjúipar, mely korábban oly fontos szerepet kapott Brandenburgban, visszaszorult. Az ország felépítése a 18. századba nyúlóan tartott.
Az 1648-as vesztfáliai béke Hátsó-Pomerániát is Brandenburghoz rendelte.
A 17. század második felében Frigyes Vilmos, a „nagy választófejedelem” volt az, aki Brandenburg hatalmát kiépítette. Ennek során megszervezte a Brandenburgi Választófejedelmi Tengerészetet (Kurbrandenburgische Marine) és gyarmatokat is szerzett Nyugat-Afrikában és a Karibi térségben.
Ez az időszak a brandenburgi földbirtokosok megerősödésének kora. Az 1657-es wehlaui szerződésben a választófejedelem hatalmát kiterjesztette a Porosz Hercegségre is.
A harmincéves háborút követő gazdasági erősödés alig vette kezdetét, amikor 1674-ben kitört a svéd-brandenburgi háború (a már 1672 óta folyó francia–holland háború kísérő konfliktusaként). Egy svéd hadsereg – az 1630-ban megszerzett Nyugat-Pomerániából kiindulva – betört a Havelland, az Uckermarck és Neumark területeire, és végigfosztogatta a vidék falvait és városait. A svédek által kiszabott magas sarcok komolyan terhelték ezeket a vidékeket. A Frigyes Vilmos választófejedelem által létrehozott brandenburgi–porosz hadsereg azonban képes volt legyőzni a svéd seregeket és a fehrbellini csata után sikerült azokat kiűzni az országból, majd 1678-ra visszafoglalni egész Pomerániát is. 1678–79 telén a svédek második, Kelet-Poroszország elfoglalására irányuló hadjáratát is visszaverték. A háború 1679-ben Brandenburg–Poroszország katonai győzelmével zárult, de Frigyes Vilmos szövetségese, I. Lipót császár, aki meg akarta akadályozni a protestáns Brandenburg hatalmának növekedését, Nijmegenben különbékét kötött XIV. Lajos francia királlyal, Svédország szövetségesével. 1679-ben XIV. Lajos a saint-germaini békeszerződés aláírására kényszerítette Frigyes Vilmost, aki (győzelme ellenére) kénytelen volt minden a visszaszerzett pomerániai területeket ismét átadni a svédeknek, és helyreállítani a vesztfáliai békeszerződés területi rendelkezéseit. A háború után megkezdődött az ismételt gazdasági felépülés.
Amikor XIV. Lajos visszavonta a nantes-i ediktumot, 1685. október 29. után a választófejedelem a potsdami ediktum értelmében francia hugenotta menekülteket fogadott be országába (mind XIV. Lajos, mind a féltékeny Lipót császár ellenzése dacára). 20 000 hugenotta, többségében kereskedők és kézművesek érkeztek az országba, és adtak jelentős lökést a gazdasági növekedésnek.
Brandenburg lakosságának egyidejűleg hozzá kellett szoknia, hogy a Hohenzollernek által 1600 óta meghódított területek, (Porosz Hercegség, Klevei Hercegség, Minden, Mark Grófsága, Ravensbergi Grófság, stb.) gyakran több juttatást kapott, mint Brandenburg maga. Ennek tudható be, hogy 1688-ban Brandenburg-Poroszország 1,5 millió lakosa közül csak azok 1/3-a, körülbelül 540 000 ember élt a központi Brandenburg területén. Ez a folyamat folytatódott a „nagy választófejedelem” elhunyta (1688) után is.

#### Brandenburg, mint Poroszország központi tartománya (1701–1815)
III. Frigyes választófejedelem 1701. január 18-án Königsbergben, a Porosz Hercegség fővárosában megkoronáztatta magát és I. Frigyes néven a porosz trónra lépett. Ettől az időponttól kezdve Brandenburg Poroszország központi tartományává vált. Korábbi vezető pozícióját azonban elvesztette és a Porosz Királyságba betagozódott tartományként létezett tovább. A két vidék, Poroszország és Brandenburg történelme azonban a továbbiakban is szétválaszthatatlanul összefonódott. A brandenburgi választófejedelmi cím viselői lettek Poroszország királyai. 1688 és 1713 között, I. Frigyes uralma alatt mintegy egyharmaddal nőtt a terület lakossága. 1713-ban több, mint 730 000 lakosról beszélhetünk Brandenburgban. A városok száma 120-ra nőtt. Köztük Brandenburg an der Havel és Frankfurt an der Oder elérték a 10 000 -es lélekszámot.
Az 1756 és 1763 között tomboló hétéves háború alatt orosz és osztrák seregek törtek be a területre és egy ideig Berlint is megszállásuk alatt tartották. II. Frigyes ennél fogva csupán uralmának második felében tudott a brandenburgi vidékek fejlesztésével foglalkozni. A Dosse és Netze között elterülő Rhinvidéken vízelvezető csatornákat építettek és megépítették az Elbát és Oderát összekötő csatornarendszert is. Az így víztelenített területeket termőfölddé alakították és cseh, ill. veterán telepeseknek adományozták megművelésre. 1770–1786 között Neumark és Kurmark területein 412 falut alapítottak és 124 720 telepes számára biztosítottak letelepedést. A Oderbruch vidékén, azaz az Odera folyó nagy kanyarulata mentén víztelenített területeken mintegy 50 új falut alapítottak.

„Itt hódítottam meg egy új provinciát békességben, 
anélkül, hogy egy embert is elvesztettem volna. 

Hier habe ich im Frieden eine neue Provinz erobert,
 ohne einen Mann zu verlieren.

 - Nagy Frigyes”

A király modernizációt követelt a mezőgazdaságban, valamint rendeleteivel hozzájárult a manufaktúrák alapításához. II. Frigyes építtette a Sanssouci kastélyt Potsdam városában. Közigazgatási szempontból Brandenburg két háborús és belügyi kamarára tagozódott. Az első a választófejedelmi kamara volt, melynek központja Berlinben volt. A másik a neumarki kamara volt, amely Küstrin városában ülésezett. A generáldirektórium ezen hivatalai a belügy minden feladatáért felelősek voltak.
A porosz hadsereg legyőzése (a jéna-auerstedti csata) után 1806-ban a vidéket megszállta a francia hadsereg. A gazdaság a padlón hevert, a porosz állam magas adósságokkal küzdött. A lakosságot jelentősen terhelték a francia hadsereg „koszt és kvártély” követelései és sarcai. Az ezek után bevezetett reformok hosszú távon hozzájárultak a brandenburgi területek fejlődéséhez.
A választófejedelem méltósága és hivatalai 1806-ban a Német-római Birodalom feloszlatásával (ld. napóleoni háborúk) szűntek meg. Bár ezzel hivatalosan megszűnt a „Brandenburgi Választófejedelemség” megnevezés, a „Választófejedelemség” megnevezést (Kurmark) a továbbiakban is használták, noha nem jogi értelemben, sokkal inkább a Porosz Királyság központi területeinek leírására.

### Brandenburg tartomány (1815–1945)

#### A Porosz Királyságban (1815–1918)
Napóleon császár lemondatása után a bécsi kongresszus 10 tartományra osztotta fel a Porosz Királyságot. Ezzel Brandenburg de jure megszűnt közigazgatási politikai egységként működni. Az újonnan létrehozott Brandenburg tartományként létezett tovább.
Az új határ nélkülözött mindenféle történelmi adottságot. A Szász Királyságot, mint Napóleon egykori támogatóját például azzal büntették, hogy le kellett mondania területének feléről a Porosz Királyság javára. Ezeket a területeket Brandenburghoz csatolták, és magukba foglalták a belzigi járást, a jüterbogi járást, a dahmei járást, a baruthi uradalmakat, valamint a teljes Alsó-Lausitz területét. Ezzel visszatért az egykori Askani Lausitz Brandenburghoz. Az Altmark területe az Elbától nyugatra azonban az újonnan létrehozott porosz tartományhoz, a Szász Tartományhoz került.
Willy Hoppe, brandenburgi történész erről a következőket mondta:

„Egészében véve olyan felosztás volt ez, mely minden történelmi alapot nélkülözött.
Csupán közigazgatási alapon jelölték ki. Az új, 39 000 km² területű vidék már nem a vezető,
egyfajta különleges pozícióban lévő államalakulat volt, hanem egy tartomány; 
ugyanolyan, mint a többi.

Im ganzen eine Einteilung, die nicht auf geschichtlichen Grundlagen beruhte, sondern 
Verwaltungszwecken entsprang. Das neue 39 000 km² große Gebiet war nicht mehr die führende, 
mit einer gewissen Sonderstellung begabte Landesteil des Staates, 
es war eine Provinz wie die anderen auch

- Willy Hoppe”

Brandenburg tartomány a Német Császárságban (1871–1918)

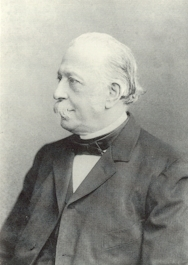
Theodor Fontane (1820–1898)
Művében, a „Wanderungen durch die Mark Brandenburg”-ban Brandenburg történetét és kulturáját írja le a 19. században.

Brandenburg tartományt a következő kerületekre osztották: Potsdam, mely Prignitzet, Uckermarkot, Mittelmarkot és az újonnan átcsatolt szász területeket foglalta magába, valamint Frankfurt/Oder, mely Alsó-Lausitzot, és az Oderától keletre fekvő területeket foglalta magába. A tartományi fővárossá Berlint jelölték ki, később Potsdam vette át ezt a funkciót. A tartomány élén a tartományi elnök, azaz az Oberpräsident állt. A porosz államon belül a maga 40 000 km² területével Brandenburg volt a második legnagyobb tartomány. Az újonnan megszervezett közigazgatási egység 130 éven át volt képes fennállni a porosz államon belül.
A 19. század folyamán megkezdődött az iparosítás, valamint a népesség is gyarapodásnak indult, mely a politikai és gazdasági hatalom áttolódását jelentette Berlin felé. 1816-ban Brandenburgnak 1 085 899 lakosa volt. Ez a szám 1900-ig megháromszorozódott, azaz 3 108 554 lakosra nőtt. Ebből Berlin lakossága kb. 2 millió volt.
A 19. századi jobbágyfelszabadítások (1807–1849 között) lassan haladtak előre. A jobbágyok felszabadításuk fejében le kellett hogy mondjanak földjeik 1/3-áról uraik részére, valamint nagy mértékű kiváltási díjat kellett fizetniük. Ezek miatt a szigorú feltételek miatt Brandenburgban nem alakult ki életképes kisparaszti réteg. Általában véve a 19. század folyamán az első rend, azaz a nemesség és a lovagi földbirtokosok voltak a tartomány elsődleges urai. E helyzet miatt az 1848–49-es forradalom, mely elsősorban Berlin utcáin söpört végig, Brandenburgban kevés követőre talált. A sztereotipikus fennhéjázó, egoista, kizsákmányoló junkerek mellett természetesen számos segítőkész, humanista támogató is akadt a területen, akik felismerték a nép szükségét.
A birodalom 1871. január 18-i megalakulásával megkezdődött az a folyamat, mely Berlin és Brandenburg szétválását eredményezte. Ennek során a 19. században Berlin valódi világvárossá nőtt, szemben az elmaradt és provinciális Brandenburggal. Ezek a különbségek, valamint a szélsőségesen különböző lakosságszám tette szükségessé, a két terület egymástól való elválasztását. Berlin városa 1881-ben levált Brandenburgról és külön közigazgatási egységként szervezték meg.
Az 1875-ös tartományi rendelet erősítette a porosz tartományok önállóságát. Ezzel a vidék számos önálló feladatot kapott, például saját pénzügyeket (állami bevételek, szociális juttatások, a gazdaság és művészet támogatásának lehetőségét, lakástámogatások, stb.) Az új feladatok kezelésére megalakulhatott a szövetségi gyűlés és a szövetségi kassza is.
Németország ipari forradalmának ideje alatt Brandenburg egy agrár-ipari területté alakult. Az iparosodás inkább negatívan hatott a vidékre, mivel az nem rendelkezett nagy mértékű nyersanyagforrásokkal, mint például vasérc, vagy kőszén. Azonban új iparágak alakultak, mint például fémfeldolgozás, vegyipar, elektromos ipar. Az ehhez szükséges telepítéseket inkább Berlin közelében végezték, így például Hennigsdorf, Teltow, vagy Wildau városaiban.
A gazdasági fejlődés mellett azonban a 20. század kezdetén láthatóvá vált a tartomány egyes régióinak visszamaradottsága. Az első világháború alatt (1914–1918) fontos, azonban a háború szempontjából jelentéktelen iparágakat szüntettek meg a területen, például az üvegipart, vagy a téglagyártást. Ezek a változások a háború alatt és után tüntetésekhez és sztrájkokhoz vezettek.

#### A Porosz Szabad Államban (1919–1933)
Az 1919-ben, Versailles-ban kötött békeszerződés értelmében a keleti brandenburgi területek 35 km hosszú határon osztoztak keleten az újra megszervezett lengyel állammal.
Nagy-Berlin közigazgatási terület megszervezésével 1920 októberében Brandenburg mintegy 800 km² területtel, és majd' kétmillió lakossal lett szegényebb. Brandenburg lakossága tehát erre az időszakra 2,4 millió lakosra szűkült. 1919 februárjában létrejöttek az első önkormányzatok és önkormányzati képviseletek, melyeket demokratikus választásokkal szavaztak meg. Bevezették a választójogot a nők számára is.
A hatalmat gyakorlók jogkörei és hatalmi viszonyok azonban az újonnan bevezetett demokrácia ellenére változatlanok maradtak. A világgazdasági válság begyűrűzése után az NSDAP egyre több követőre talált.

#### A Harmadik Birodalomban (1933–1945)
A nemzetiszocialista hatalomátvétel alapjaiban változtatta meg Brandenburgot. Az 1933. március 21-i potsdami gyűlés fontos mérföldkő az NSDAP hatalmának kiépítésében. A gyűlés alatt kijelentették, hogy a régi „poroszos-német” hagyományok megegyeznek a „nemzetiszocialista vízióval”.
1933. december 15-én feloszlatták a tartományi gyűlést. A funkciókat az ún. Gauleiter vette át, aki egyben a náci párt funkcionáriusa is volt. A tartományi feladatok azonban teljesen megszűntek és Brandenburg teljesen betagozódott a Harmadik Birodalomba.
Brandenburg és Berlin különösen fontos szerepet kapott a nemzetiszocialista hatalmi központok kiépítésében amennyiben számos felszerelési és katonai üzem, valamint új börtönök és nevelőintézetek nyíltak meg. Az új rezsim koncentrációs táborokat is létrehozott a vidéken, mint például a sachsenhauseni koncentrációs tábor, melyet 1936-ban nyitottak meg Fürstenberg an der Havel városa mellett, vagy az 1938-ban megnyitott ravensbrücki koncentrációs tábor, melyet nők számára nyitottak. Utóbbi a politikailag másképp gondolkodók egyik legfontosabb megsemmisítő tábora lett.
A terület, melyet a napóleoni kor óta megkímélt a háború, 1945-ben pusztító harcok színterévé vált. Számos brit–amerikai bombatámadást hajtottak végre többek között Potsdam, Frankfurt (Oder), Prenzlau, vagy Guben városai ellen. A szovjet és német csapatok heves harcokba keveredtek az Elba és Odera közötti vidékeken, vagy akár a Berlinért folyó csata során. Ezen harcok során a terület nagyobb károkat szenvedett el, mint a teljes harmincéves háború alatt. A becsülhető áldozatok száma kb. félmillió volt. Ez a szám az 1939-ben mért hárommilliós lakosság 1/6-át tette ki.

### Brandenburg 1945–1952 között

Brandenburg címere az 1945 és 1952 közötti időszakban.

A nácik katasztrofális politikája alatt Brandenburg összeomlott. Az államigazgatási és szervezési feladatokat a háború után a szovjetek látták el.
Európa sorsáról az 1945. július 17. és augusztus 2. között zajlott potsdami konferencián döntöttek. A négy nagy (Truman, Churchill, Attlee és Sztálin) az Odera–Neiße-vonalat határozták meg új német keleti határként. Ezzel Kelet-Brandenburg lengyel fennhatóság alá került. Az ottani németséget a szovjet megszálló hatalom elűzte. E több hónapon át húzódó folyamat során több, mint 600 000 németet telepítettek át a kijelölt határ nyugati oldalára. Az Odera-Neiße vonaltól nyugatra helyezkedő brandenburgi területek 1949-ig szovjet megszállás alatt álltak.
A német kézen maradt nyugati részt 1945. június 4-én Brandenburg tartományként (Provinz Mark Brandenburg) szervezték újjá. Poroszország 1947. február 25-i felszámolása (Kontrollratsgesetz Nr. 46 ) után Brandenburgot először Land Mark Brandenburg néven szervezték újjá, melynek fővárosa Potsdam lett. Az NDK megalakulásával (1949) Brandenburgot öt adminisztratív egységre osztották fel.

### Kerületek (1952–1990)

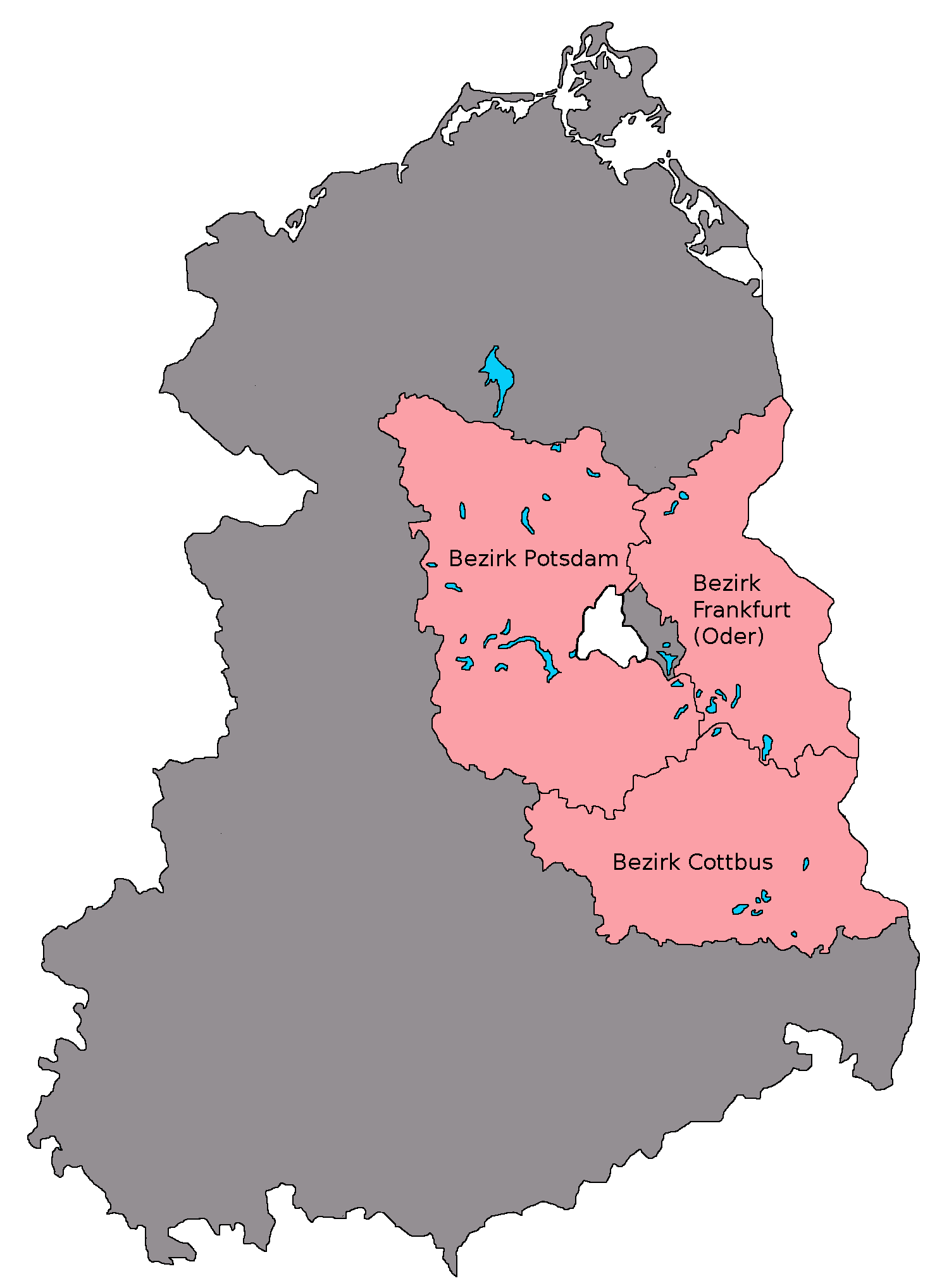
A három kerület helyzete a Német Demokratikus Köztársaság területén

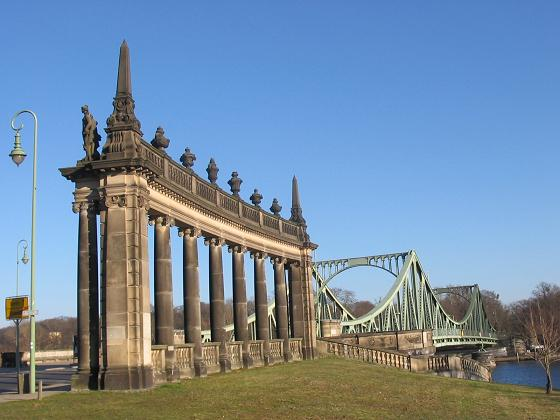
A Glienickei- híd, Brandenburg felosztásának és újraegyesülésének szimbóluma.

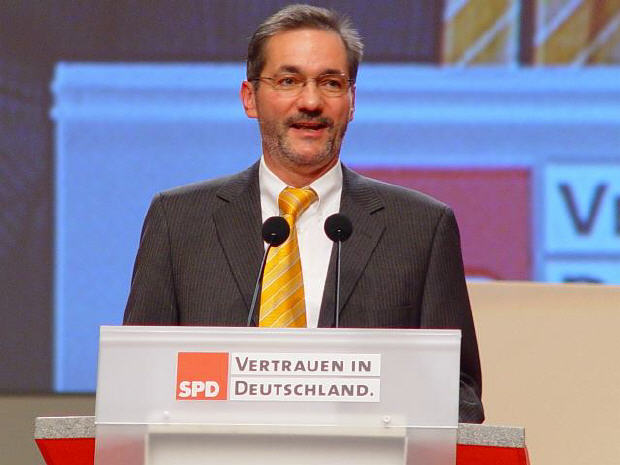
Matthias Platzeck, Brandenburg miniszterelnöke 2002 óta

1952 júliusában Brandenburg területének közigazgatását újraszervezték. Brandenburgot, mint tartományt feloszlatták, és a következő közigazgatási egységekre tagolták: Cottbus kerület, Frankfurti kerület, valamint Potsdam kerület. Kisebb területek kerültek Neubrandenburg kerülethez, valamint a Schwerin kerülethez. Ezek a területek 1990-ig léteztek. A korábbi Brandenburg kerületeit 38 körzetre, 6 körzet nélküli városra, valamint majd' 8000 községre tagolták.
Az NDK központi területeként Brandenburg továbbra is a gazdasági központban állt. 1945 után itt is végrehajtottak egy radikális földreformot, melynek során minden 100 hektárnál nagyobb földbirtokot kárpótlás nélkül eltulajdonítottak. Ez a brandenburgi földbirtokoknak mintegy 30%-át érintette. Ezután az 1949-54 közötti időszakban került sor az magánbirtokok közösségi tulajdonba vételére (Kollektivierung, termelőszövetkezetek kialakítása), mely 1960-ban a mezőgazdaság teljes államosításával zárult.
1953 májusában emelték a munkanormát az állami üzemekben, mely ellenállást váltott ki. Sztrájkok és tüntetések sorozata kezdődött, melyet 1953. június 16-án a kelet-berlini építőmunkások menete nyitott meg. Brandenburg városában mintegy 13 000 munkás vett részt a megmozdulásokban 12 üzemből. Teltowban ez a szám 9000 volt, Potsdamban legalább 5000. A zavargásoknak csak a szovjet hadsereg bevonásával tudtak véget vetni.
A tüntetések mellett érzékenyen érintette a területet a berlini fal 1961. augusztus 13-i építése, mely a kelet-, és nyugat-berlini természetes kapcsolatokat kettévágta.
Brandenburg hagyományos mezőgazdasági vidékei az NDK ideje alatt jelentős változásokon estek át. Ipari vidékek sora alakult, többek között az alsó-lausitzi iparvidék, új erőművek épültek, melyek táplálására a Cottbustól északra és délre fekvő területeken a fokozták a barnakőszén kitermelésének intenzitását. Ez a terület az NDK tüzelőanyagainak 2/3-át biztosította. Ludwigsfelde városában fontos autógyárat alapítottak, Teltow városában az elektronikai ipar vált jelentőssé. Brandenburg/Hawel városa, valamint Henningsdorf acélgyártásáról lett híres. Wildauban a nehézgépgyártás, Rathenowban az optika, Wittstock és Premnitz városaiban a textilipar lett meghatározó. Az NDK médiája a legmagasabb fokon jelentett ezekről az iparosodási sikerekről, nem vettek ugyanakkor tudomást az erőltetett nehézipari fejlesztés máig ható környezetkárosító hatásairól.
Az 1989. november 9-i békés forradalmat követő napon szabaddá tették az első határátkelőket Kelet- és Nyugat-Berlin között. A brandenburgi lakosok tömegével özönlöttek át a Glienickei-hídon, valamint a Kirchhaini töltésen (Kirchhainer Damm), Berlin déli részén. Brandenburgban megkezdődött a demokratikus átalakulás.

### Brandenburg szövetségi tartomány 1990 óta
Brandenburg tartomány a német egység helyreállítása után újra részévé vált a német közigazgatásnak. Fővárosának Potsdamot jelölték ki. 29 059 km² területével az új szövetségi tartományok legnagyobbika.
Az első szabad tartományi választásokat Brandenburgban 1990. október 14-én tartották. Ennek győztese az SPD párt lett, mely Manfred Stolpe miniszterelnököt állította a tartomány élére. Az újraegyesülés első évei az ország újjáépítésének jegyében zajlottak. Az építési munkálatokat a nyugati államrész támogatta, Brandenburgot elsősorban Észak-Rajna-Vesztfália, mely tartománnyal Brandenburg a mai napig nagyon jó viszonyokat ápol.
A tartomány 1992. június 14-én kapott új alkotmányt. Új közigazgatási struktúrát is kialakítottak. Ennek egyik lépése volt az 1996-os népszavazás, melynek tétje Berlin és Brandenburg (újra)egyesítése lett volna, azonban a nép a javaslat ellen szavazott.
Brandenburg korábbi iparát részben privatizálták, részben modernizálták. 1990 óta jelentős infrastrukturális fejlesztések is zajlottak. Mindezen lépések ellenére a mai napig hatalmas különbségek figyelhetők meg a Berlin-közeli és Berlintől távoli települések fejlettségében számos szempontból.

## Fordítás
- Ez a szócikk részben vagy egészben  a   Geschichte Brandenburgs című német Wikipédia-szócikk ezen változatának fordításán alapul.  Az eredeti cikk szerkesztőit annak laptörténete sorolja fel. Ez a jelzés csupán a megfogalmazás eredetét és a szerzői jogokat jelzi, nem szolgál a cikkben szereplő információk forrásmegjelöléseként.